# IV округ Парижа
4-й округ Парижа (фр. 4e arrondissement de Paris или фр. Arrondissement de l’Hôtel de Ville) — один из 20 муниципальных округов Парижа. Назван в честь ратуши Отель-де-Виль, в которой размещается мэрия Парижа; в просторечии парижане называют округ quatrième («четвертый»). Вместе с I-м, II-м и III-м округами образует 1-й сектор Парижа, также известный как Париж-Центр. 

## География

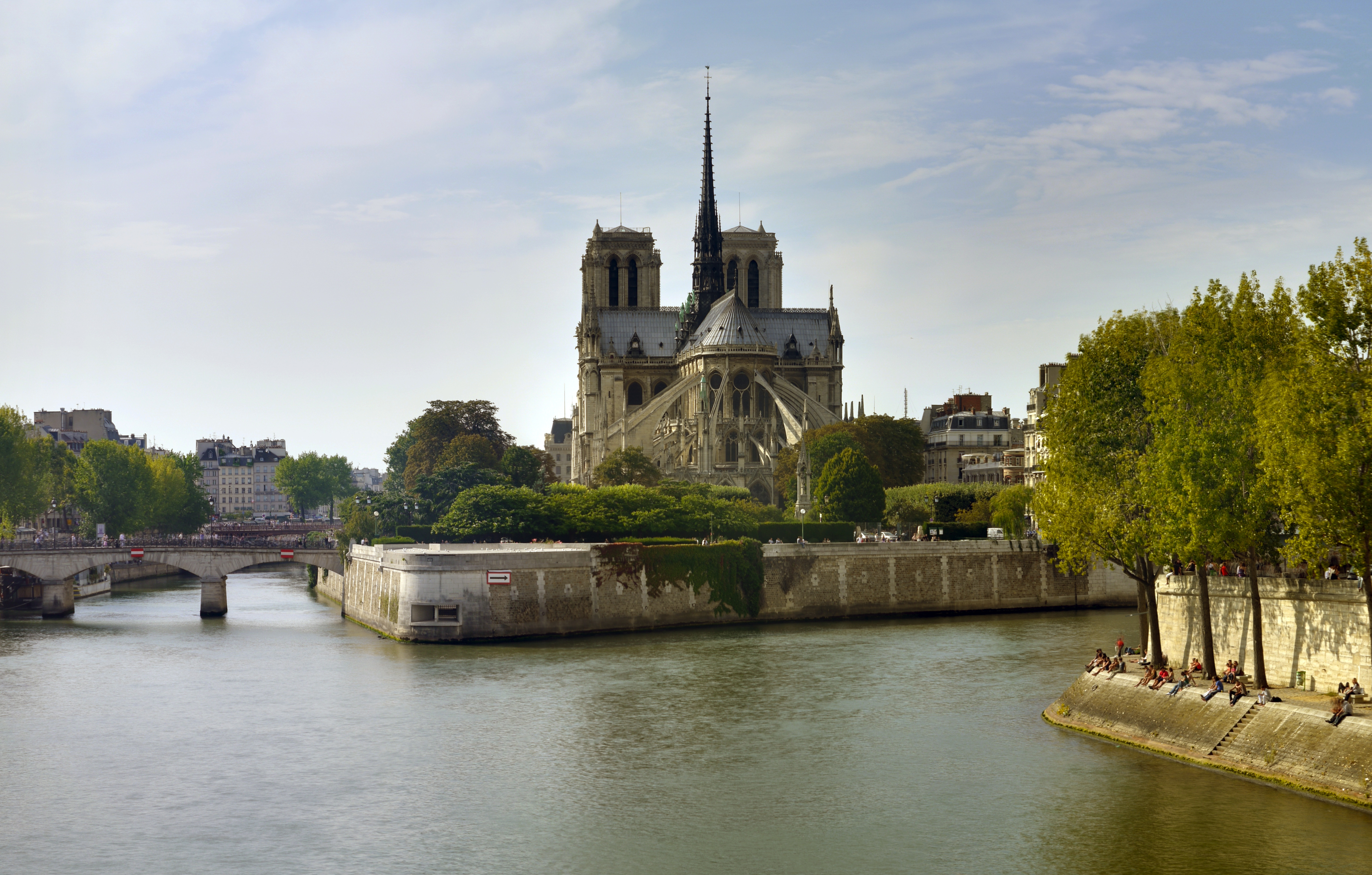
Нотр-Дам на острове Сите

4-й округ расположен на правом берегу Сены. На севере он граничит с 3-м округом, на юге — с 5-м, на западе — с 1-м, на востоке — с 11-м и 12-м округами. 
В состав округа входят остров Сен-Луи и восточная часть острова Сите, а также исторические районы Грев (который позже стал называться район Отель-де-Виль) и Маре (включая исторический квартал Сен-Поль, деревню Сен-Поль и квартал площади Вогезов). 
Площадь округа составляет 160 га.

## История

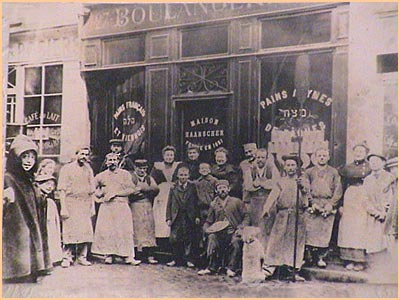
Еврейский магазин на улице Розье. 1895 год

Остров Сите с I века до н.э. стал заселяться кельтским племенем паризиев, а позже превратился в римское поселение Лютеция. Правобережье Сены стало активно заселяться позже, с V века. В XIII веке недалеко от крепости Тампль возник еврейский квартал Плецль (территория на границе современных III и IV округов). С XIV века на берегу Сены находился обширный Парижский Арсенал (территория нынешнего квартала Арсеналь). В мае 1871 года, во время Парижской коммуны, было сожжено большое зернохранилище, находившееся рядом с Арсеналом. К концу XIX века Маре стал домом для большой еврейской общины, коммерческим центром которой была улица Розье (Rue des Rosiers). С 1990-х годов округ стал центром парижской гей-культуры.

## Население
По состоянию на 1999 год в 4-м муниципальном округе проживали 30 675 человек, это составляло 2 % населения Парижа. Плотность населения — 19 172 чел/км².
В 2021 году численность населения округа составила 28 324 человек, плотность — 17 703 чел/км². 
В районе Маре имеется значительная еврейская община; улица Розье славится своими кошерными заведениями. Также в округе проживают выходцы из Магриба, Чёрной Африки, Карибских островов, Французской Полинезии, а также из Португалии, Китая, Турции, Италии и Испании. 
| Год  | Население | Плотность населения (чел/км²) |
| ---- | --------- | ----------------------------- |
| 1861 | 108 520   | 67 783                        |
| 1872 | 95 003    | 59 377                        |
| 1936 | 70 944    |                               |
| 1954 | 66 621    | 41 638                        |
| 1962 | 61 670    | 38 520                        |
| 1968 | 54 029    | 33 747                        |
| 1975 | 40 466    | 25 275                        |
| 1982 | 33 990    | 21 230                        |
| 1990 | 32 226    | 20 129                        |
| 1999 | 30 675    | 19 160                        |

## Административное деление
Округ состоит из 4-х кварталов:
- №13 Сен-Мерри[фр.]  (Quartier Saint-Merri)
- №14 Сен-Жерве[фр.] (Quartier Saint-Gervais)
- №15 Арсеналь[фр.] (Quartier de l’Arsenal)
- №16 Нотр-Дам[фр.] (Quartier Notre-Dame)

## Органы местного управления

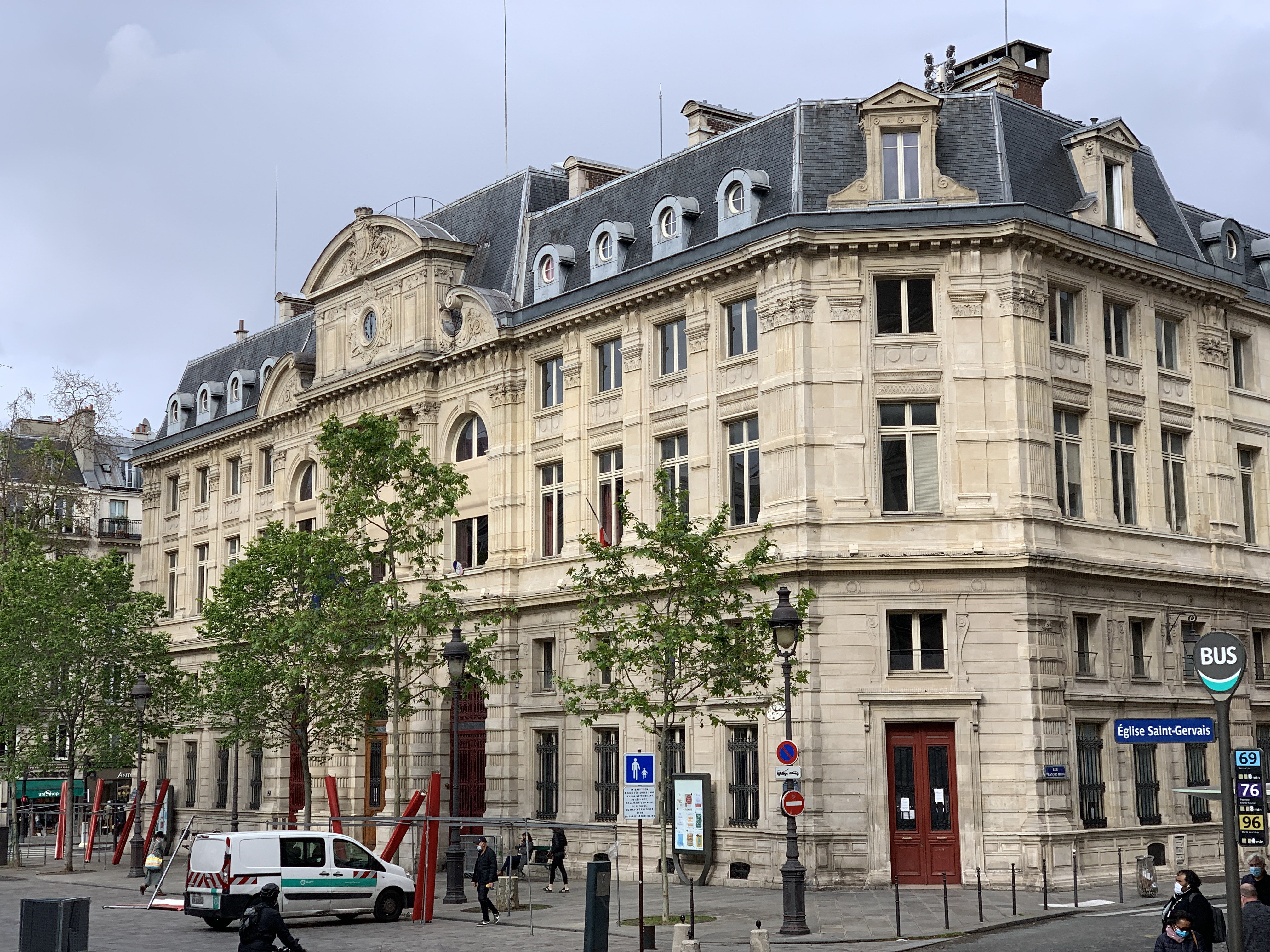
Мэрия 4-го округа

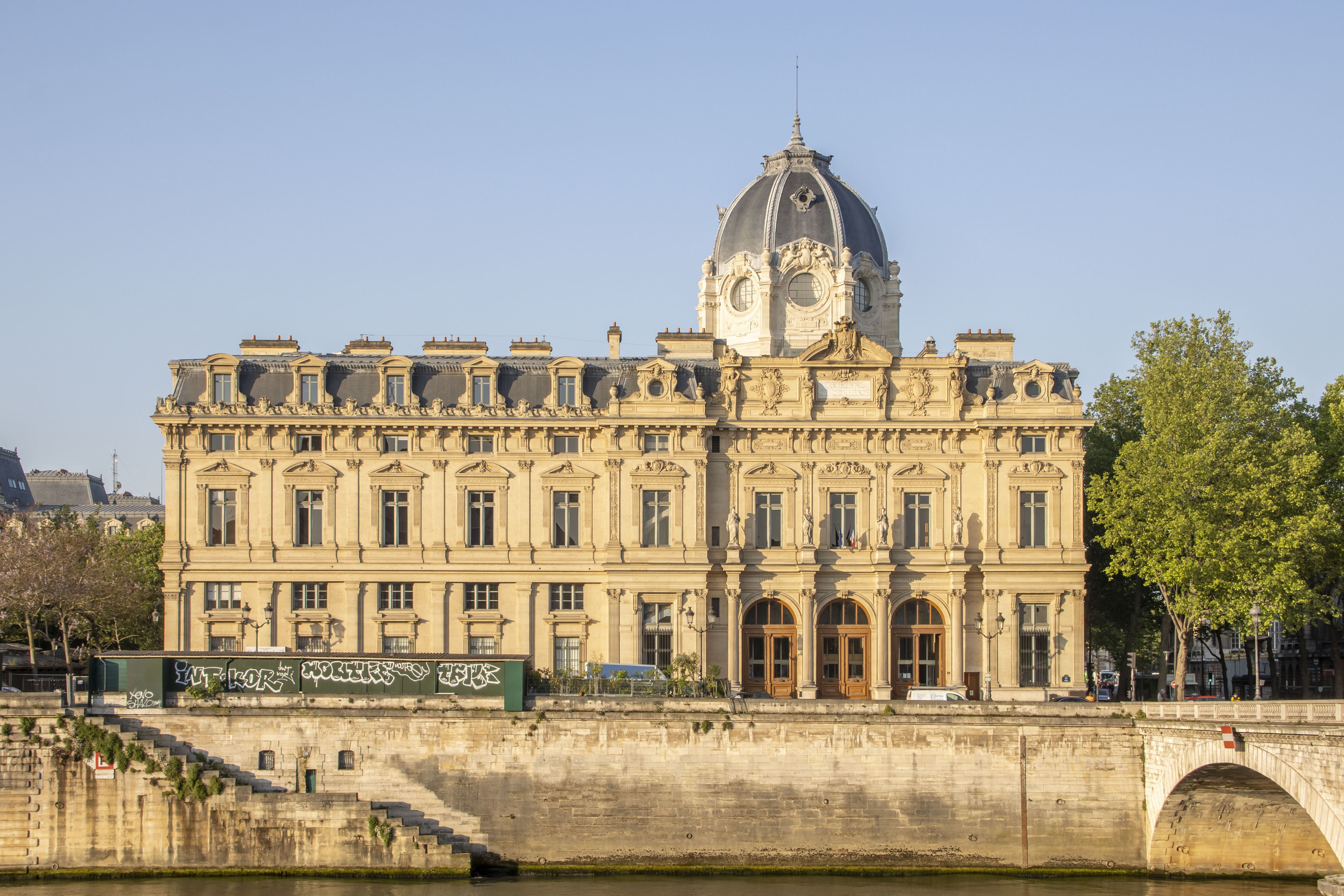
Коммерческий трибунал Парижа

В 1871—1880 годах мировым судьёй IV округа был известный переводчик трагедий Шекспира, кавалер Ордена Почётного Легиона Леон Дафри де Ламоннуа.
В апреле 2014 года мэром 4-го округа был избран член Социалистической партии Кристоф Жирар. В 2017—2020 годах мэром округа был социалист Ариэль Вейль, которого в 2020 году избрали мэром 1-го сектора Парижа (Париж-Центр).
- Адрес мэрии: 2, площадь Бодуайе[фр.]

В городской ратуше Отель-де-Виль размещается мэрия Парижа, в особняке Бове — Административный апелляционный суд Парижа, в особняке Омон — Административный трибунал Парижа, на острове Сите — Коммерческий трибунал Парижа и Префектура полиции Парижа.

## Государственные учреждения
- Штаб Республиканской гвардии
- Центр национальных памятников[фр.]

## Экономика и транспорт

Квартал Маре

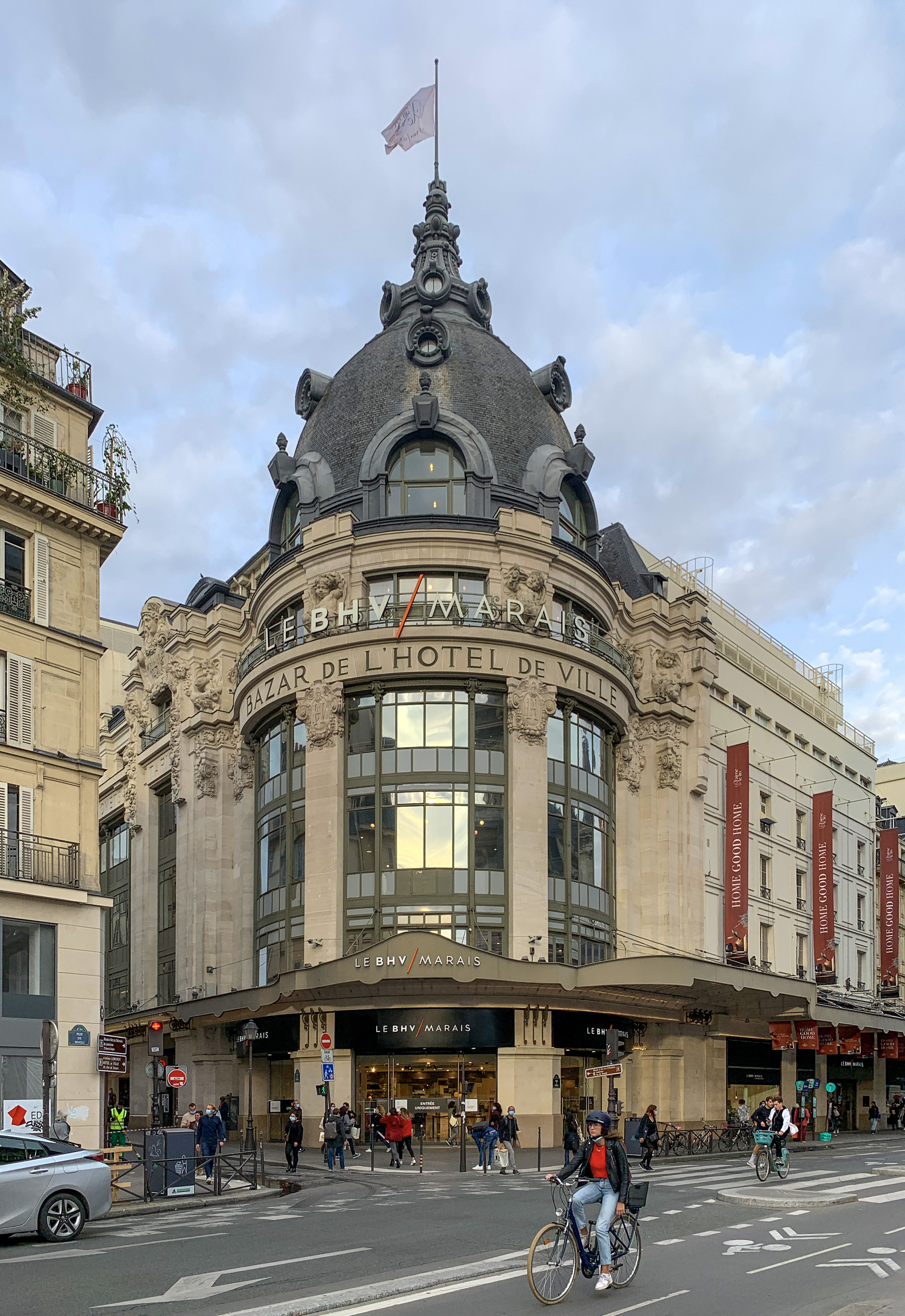
Универмаг Bazar de l'Hôtel de Ville

В округе преобладает сфера услуг, в том числе розничная торговля, общественное питание, туризм, транспортные, медицинские, деловые и финансовые услуги (включая юридические, консалтинговые, бухгалтерские, маркетинговые, инженерные и дизайнерские услуги). В IV округе Парижа расположена оживлённая южная часть района Маре, включая парижский гей-квартал. Кроме того, округ славится своими многочисленными магазинами одежды и ювелирных украшений, ресторанами, кафе, барами, клубами и художественными галереями.
В округе расположены штаб-квартиры производителя телекоммуникационного оборудования и оптических носителей Vantiva, банка Crédit municipal de Paris (CMP), книжного издательства Éditions Allia, сети чайных магазинов Mariage Frères. Кроме того, в округе находятся универмаг Bazar de l'Hôtel de Ville (Le BHV) и несколько старых рынков, а также престижные отели Hôtel Dupond-Smith, Cour des Vosges, Hôtel So Paris, Hôtel Le Grand Mazarin, Roi de Sicile — Rivoli, Hôtel Bourg Tibourg, Hôtel de JoBo, Hôtel Charles V и Hotel du Jeu de Paume.
Порт Арсенал, Порт Генриха IV и Порт Отель-де-Виль служат причалами для прогулочных кораблей и яхт.  

### Метрополитен
IV округ обслуживают следующие линии метрополитена: 
- Линия 1
- Линия 4
- Линия 5
- Линия 7
- Линия 8
- Линия 11
- Линия 14

### Площади и улицы

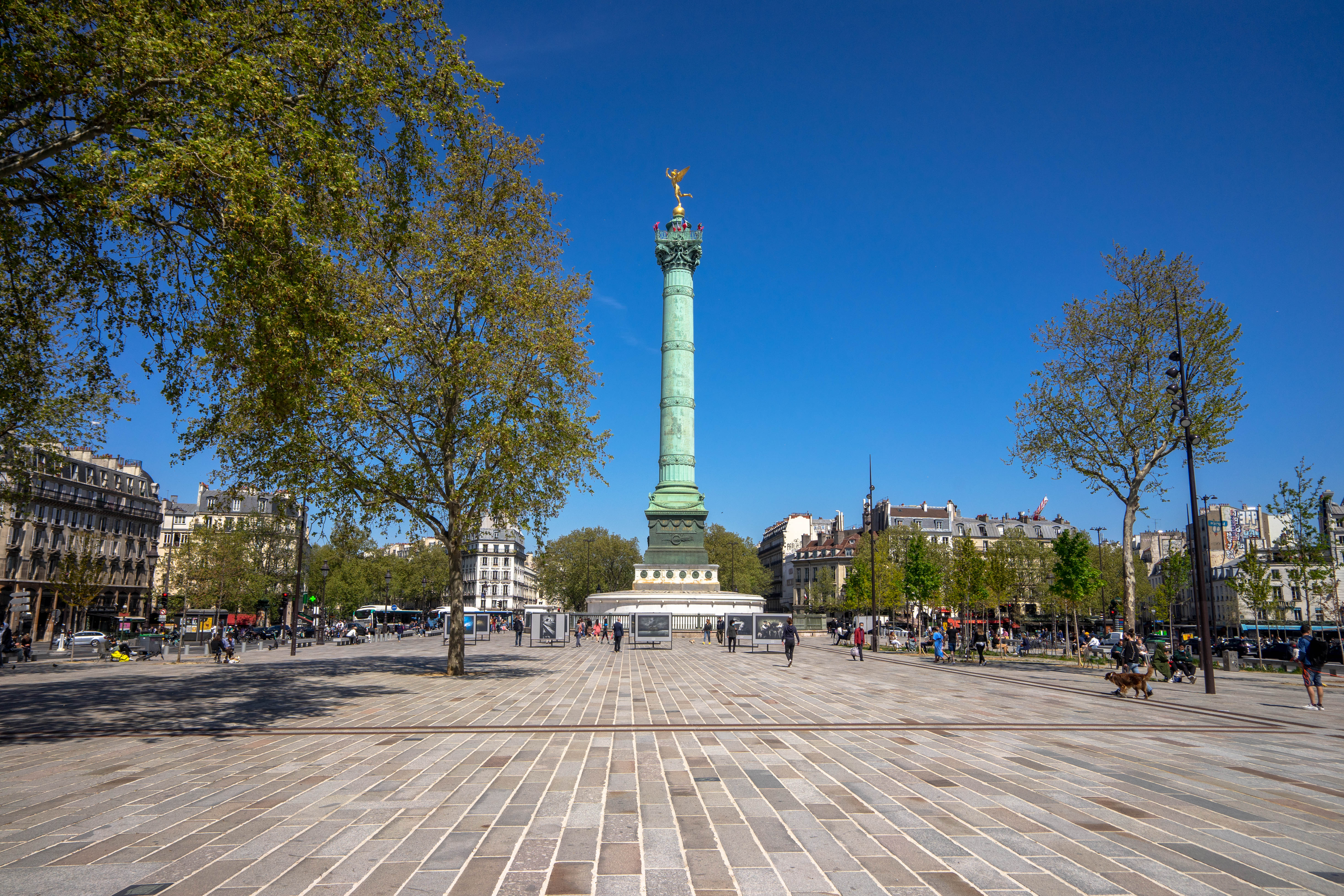
Площадь Бастилии

- Площадь Бастилии
- Площадь Отель-де-Виль
- Площадь Шатле
- Площадь Вогезов
- Севастопольский бульвар
- Бульвар Бомарше
- Бульвар Генриха IV
- Бульвар Морлан
- Бульвар Бурдон
- Бульвар Пале
- Авеню Виктории
- Улица Риволи
- Улица Сен-Антуан
- Улица Сен-Мартен
- Улица Ренар

## Культура

Центр Жоржа Помпиду

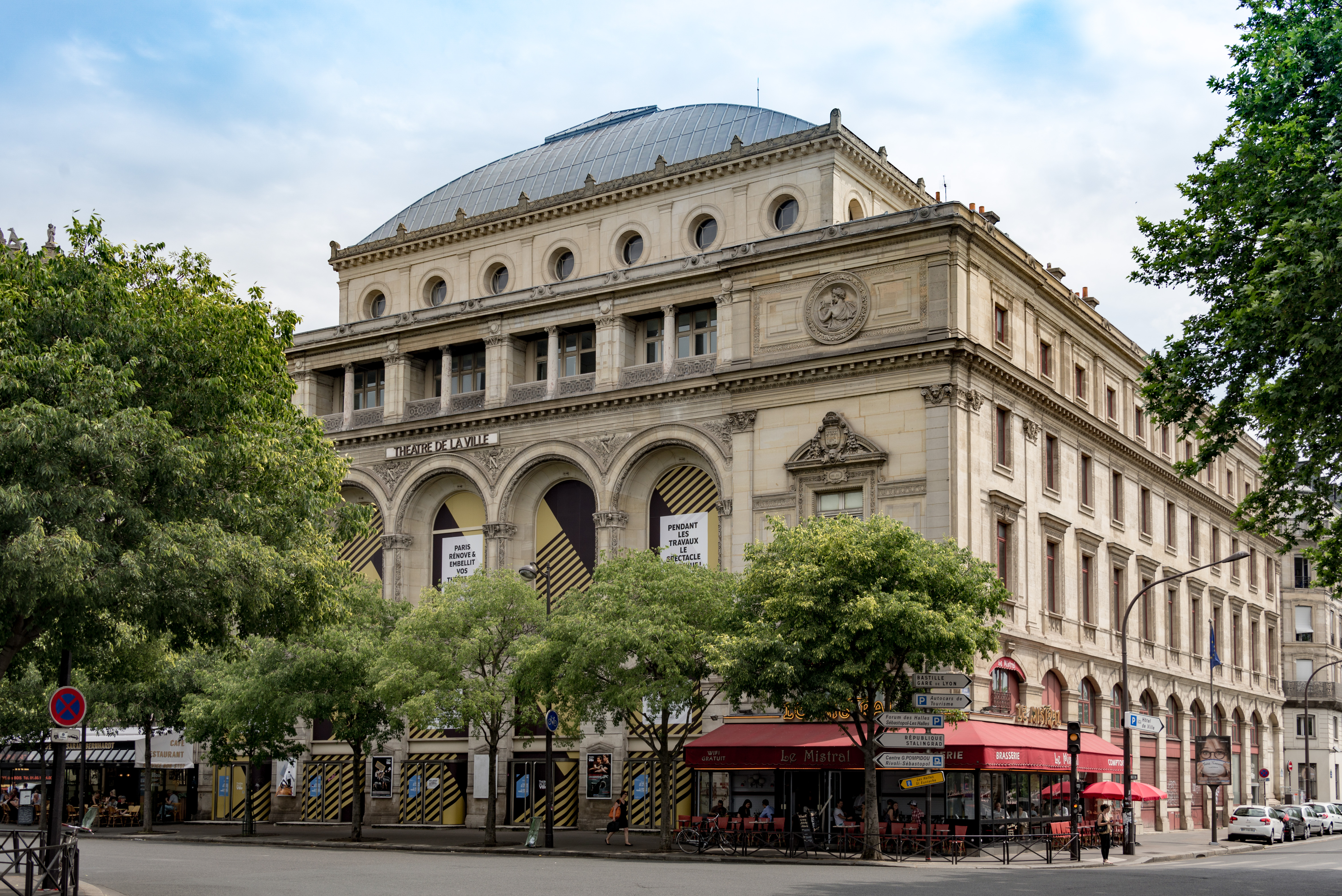
Театр де ла Вилль

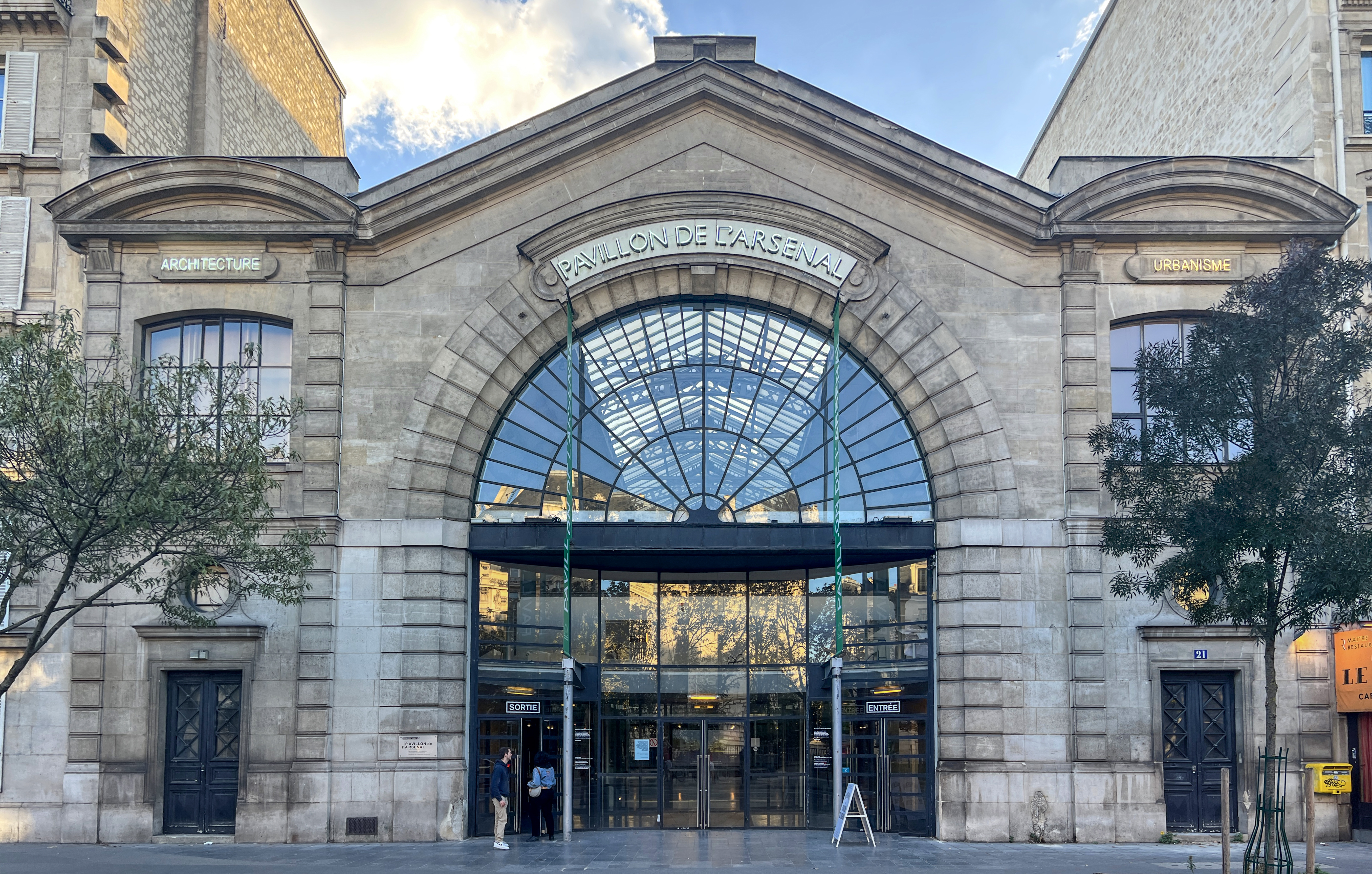
Павильон Арсенала

В IV округе расположено несколько знаменитых музеев, библиотек, театров и культурных центров Парижа:
- Центр Жоржа Помпиду
  - Государственный музей современного искусства
  - Библиотека Кандинского[фр.]
  - Публичная информационная библиотека[фр.]
  - Центр промышленного творчества[фр.]
- Дом-музей Виктора Гюго
- Павильон Арсенала
- Крипта паперти Нотр-Дама
- Европейский дом фотографии
- Мемориал Шоа[фр.]
- Зал традиций Республиканской гвардии[фр.]
- Музей магии
- Художественный музей Lafayette Anticipations[фр.]
- Фонд Аззедина Алайи[фр.]
- Библиотека Арсенала
- Библиотека Форне
- Библиотека мэрии Парижа[фр.]
- Историческая библиотека Парижа[фр.]
- Польская библиотека
  - Музей Адама Мицкевича[фр.]
- Театр де ла Вилль
- Театр Пуан-Виргул[фр.]
- Театр Блан-Манто[фр.]
- Театр Эссайон[фр.]
- Театр Кафе-де-ла-Гар[фр.]
- Культурный центр Зал Блан-Манто[фр.]
- Культурный центр Международный город искусств[фр.]
- Центр Валлония-Брюссель[фр.]
- Сербский культурный центр[фр.]

## Образование и наука

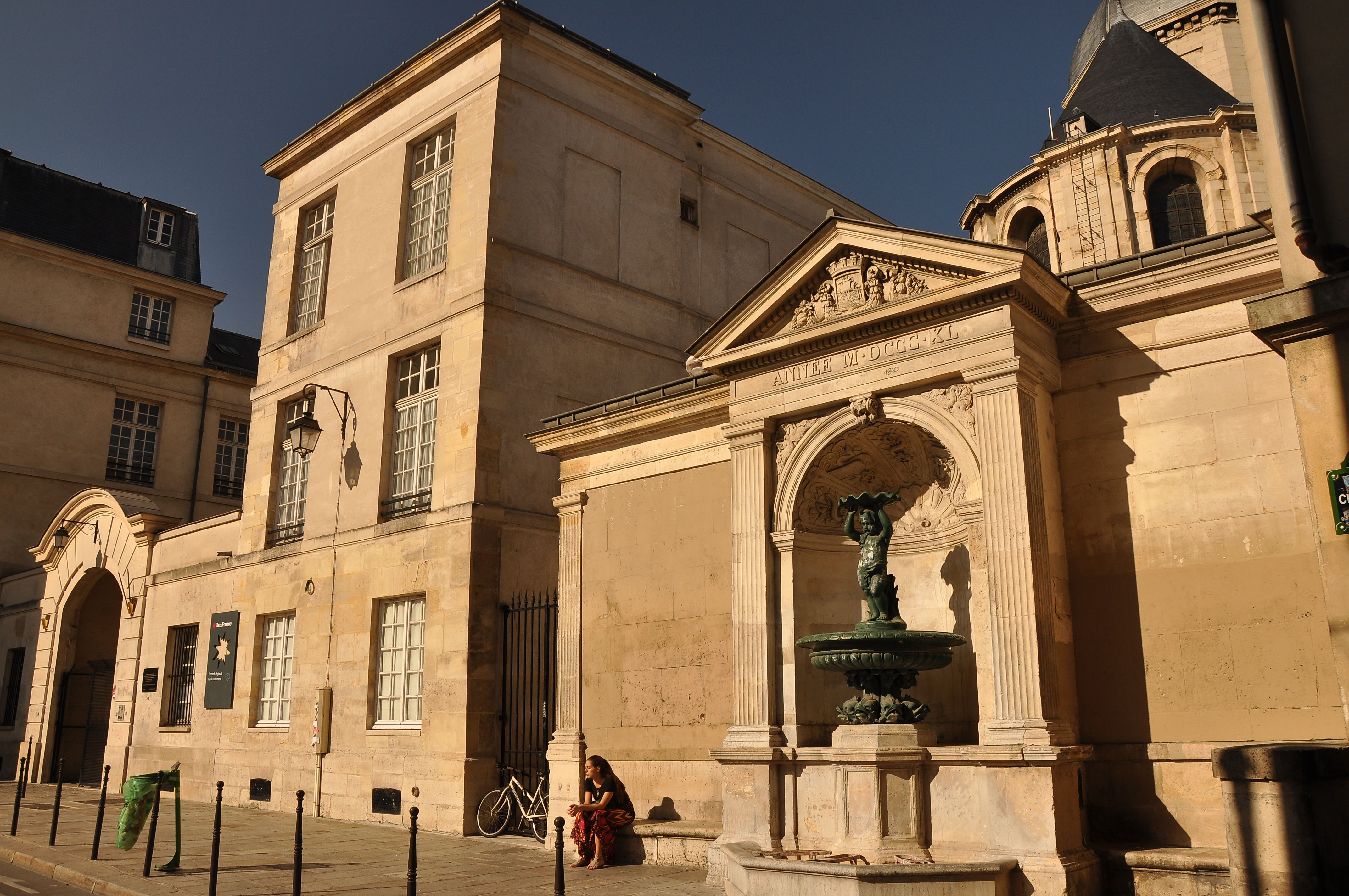
Лицей Карла Великого

- Лицей Карла Великого[фр.]
- Лицей Фрэнсиса Буржуа[фр.]
- Лицей Софи Жермен[фр.]
- Школа Массильон[фр.]
- Институт исследования и координации акустики и музыки
- Институт исследований и инноваций[фр.]
- Институт «Планета обучения»[фр.]

## Достопримечательности

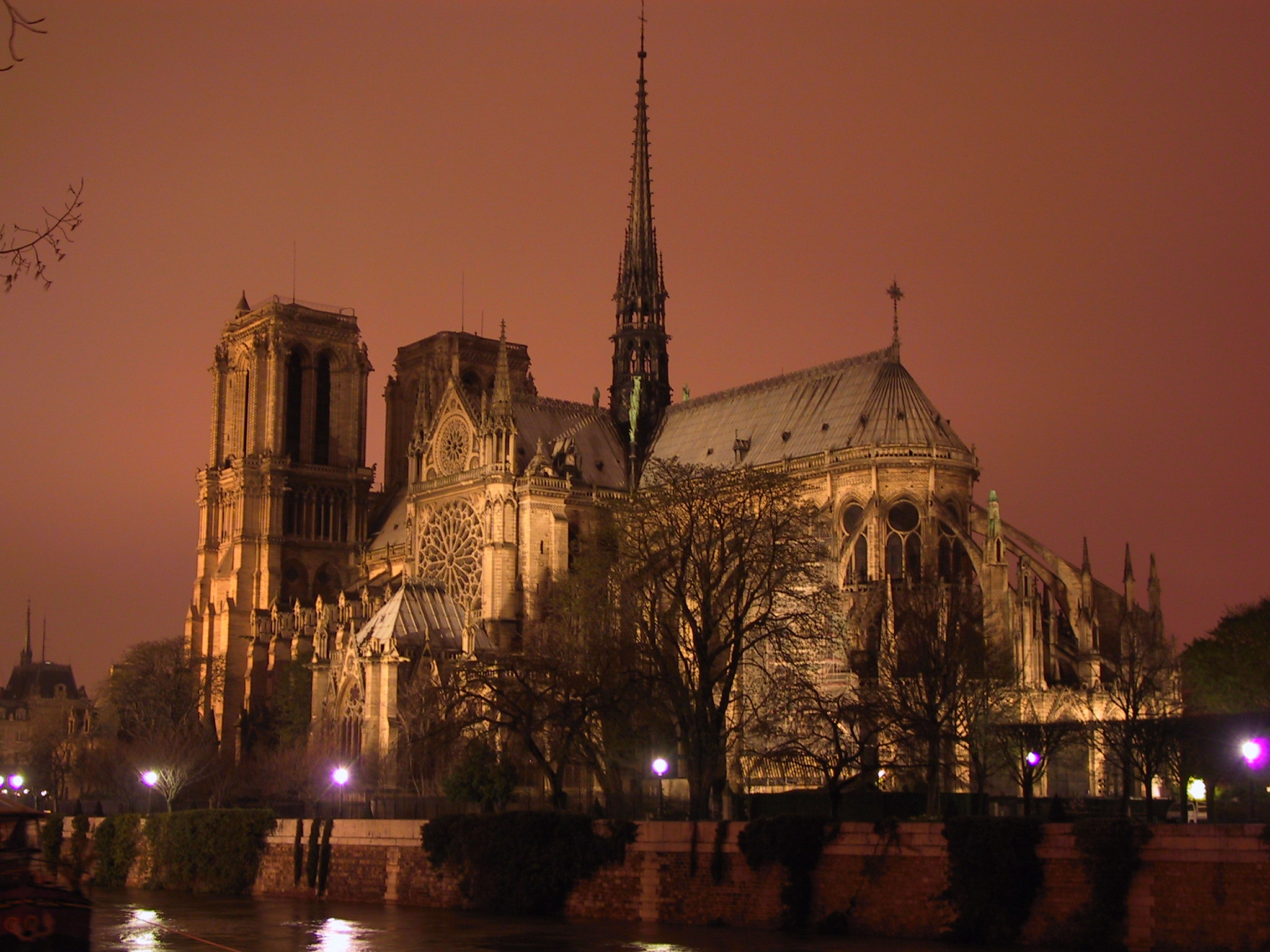
Собор Парижской Богоматери

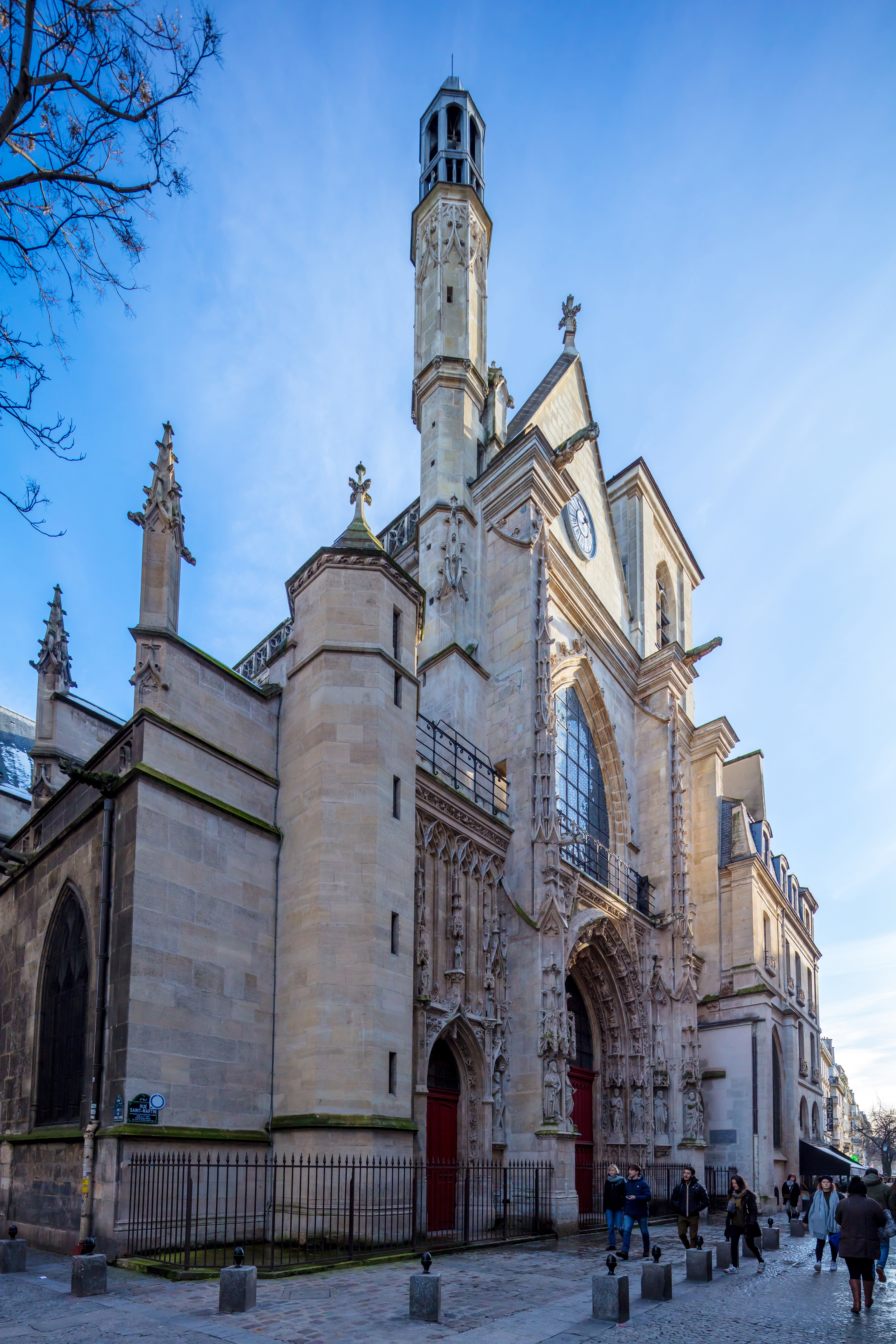
Сен-Мерри

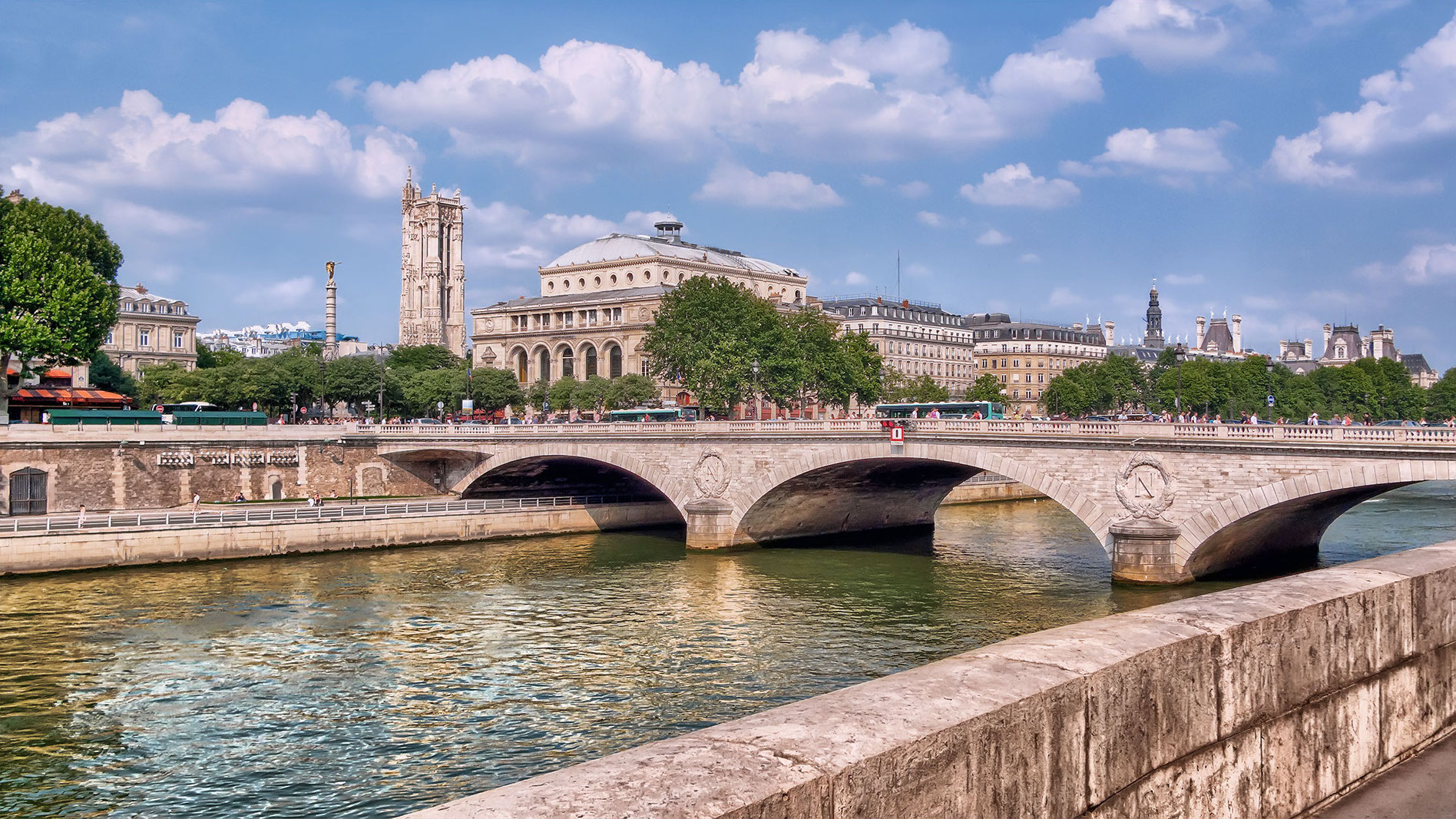
Мост Менял

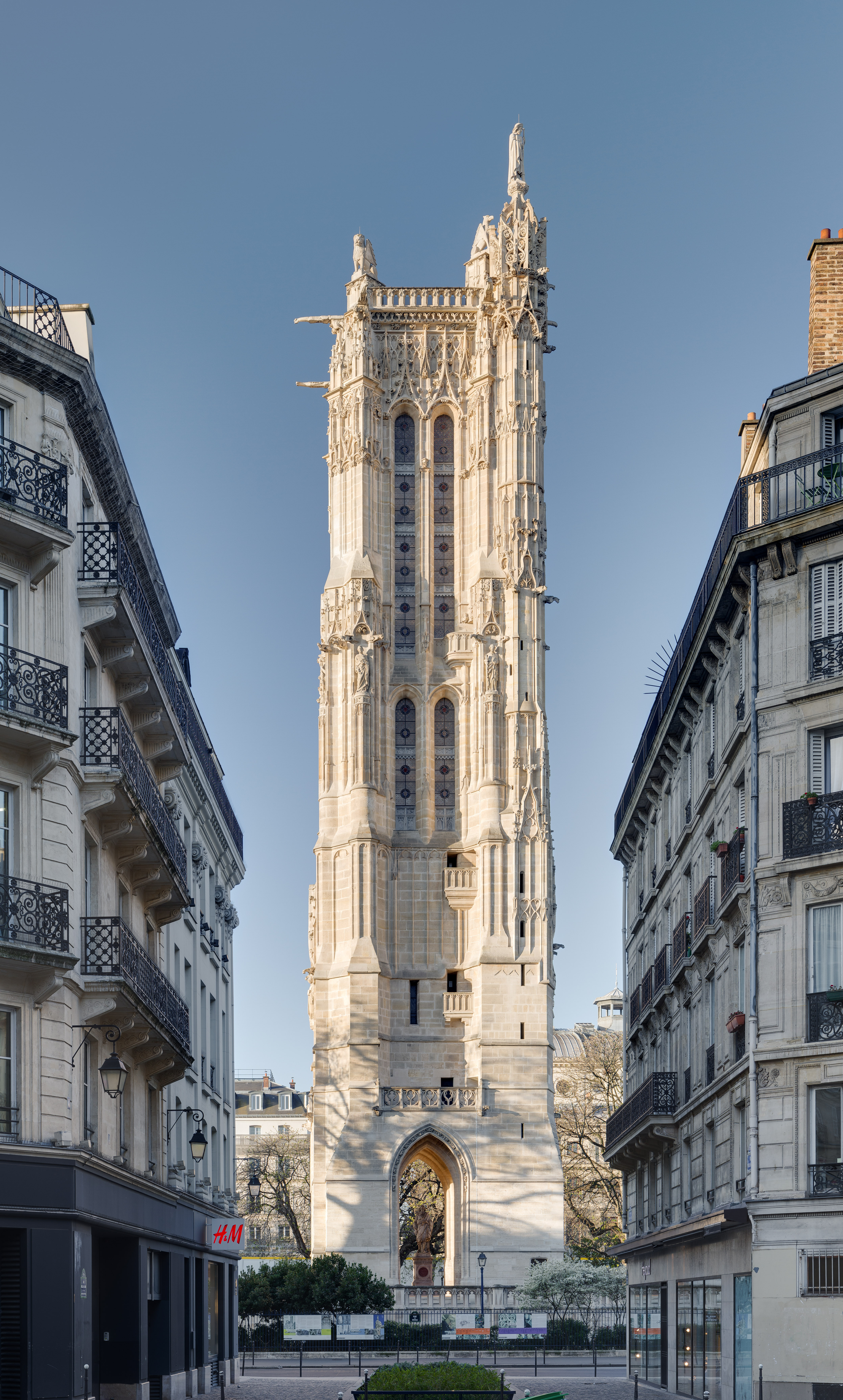
Башня Сен-Жак

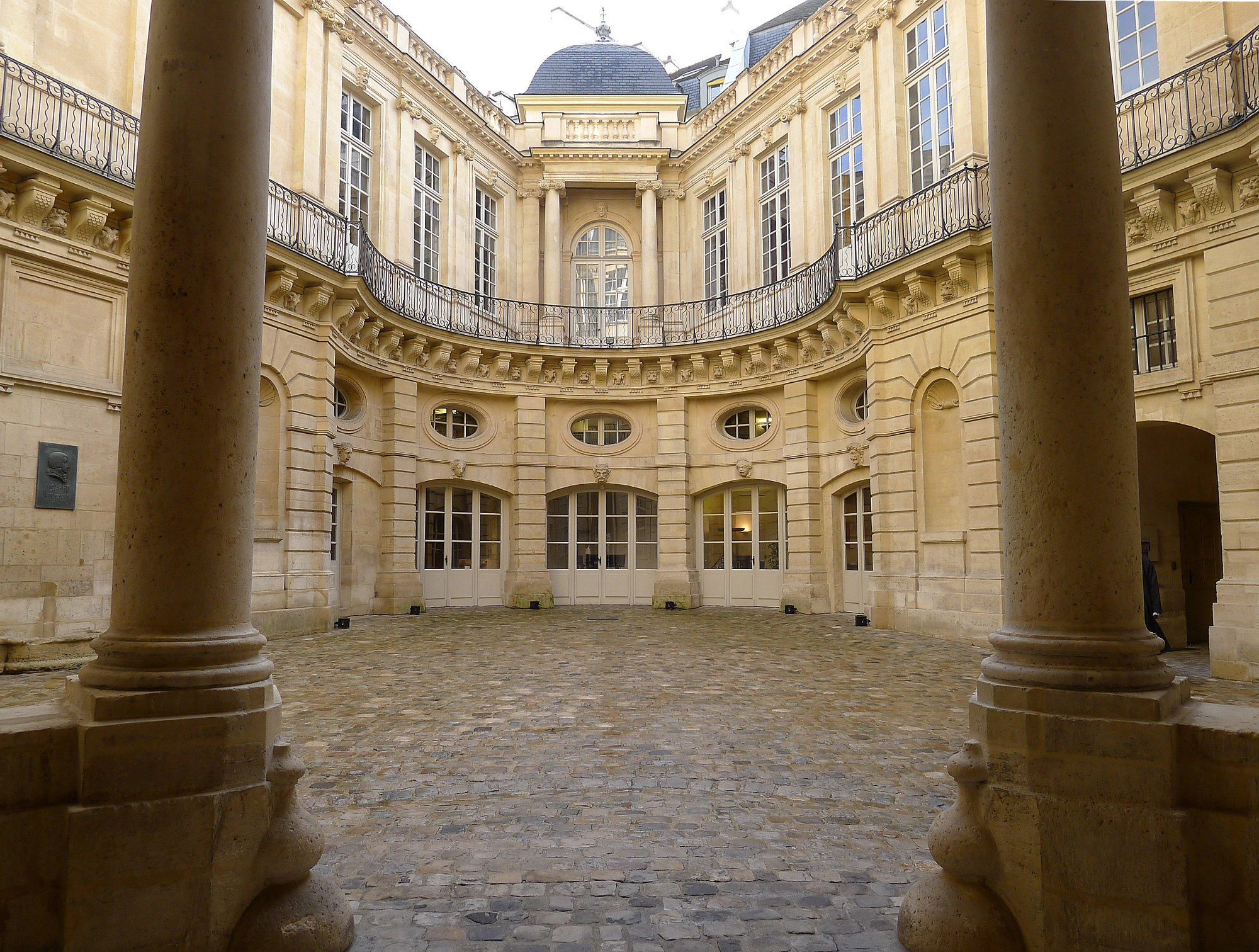
Отель Бове

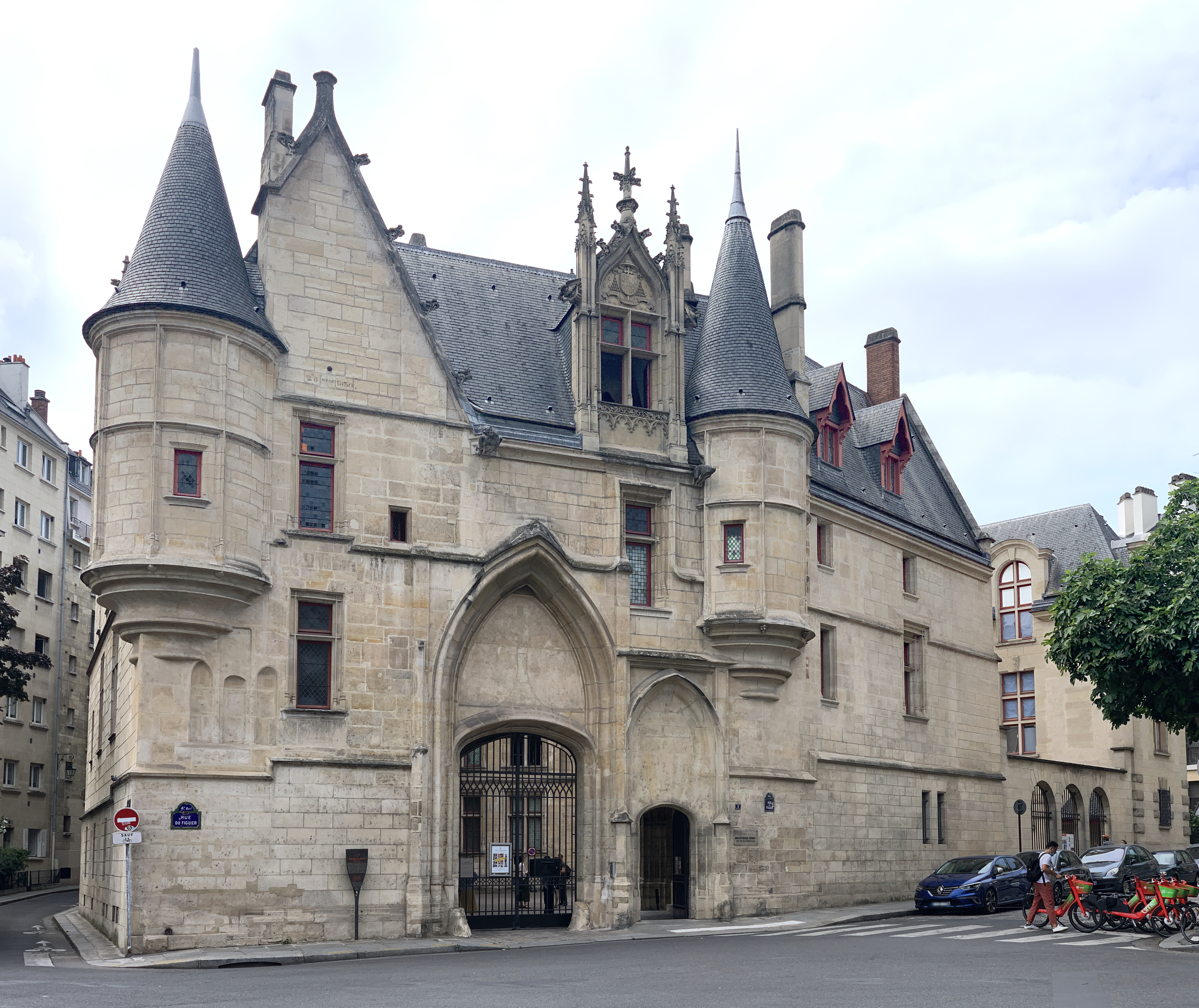
Отель де Санс

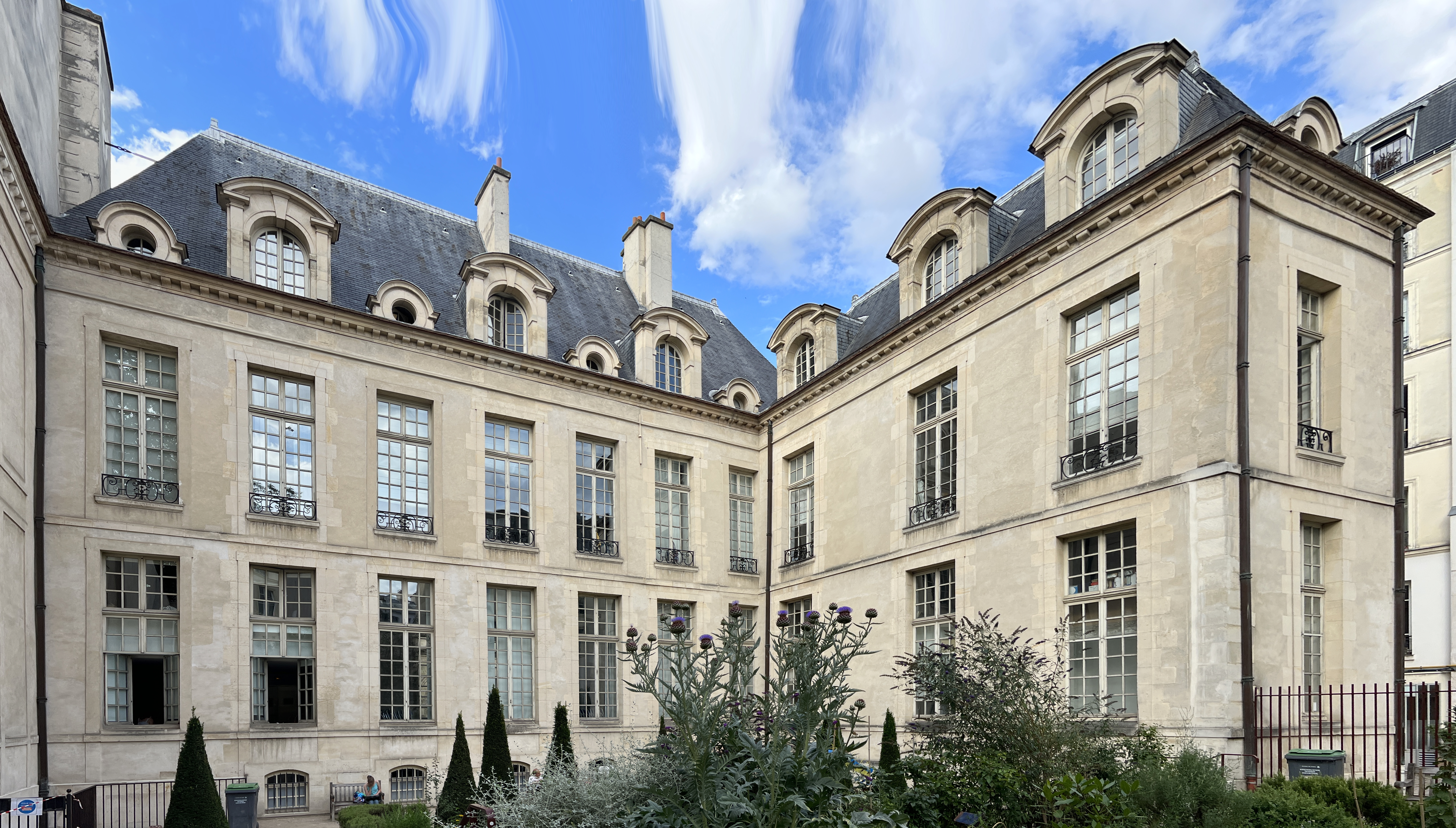
Отель Д’Альбре

### Дворцы и особняки
- Отель-де-Виль
- Отель-Дьё
- Отель де Санс
- Отель Ламбер
- Отель Фюбе
- Отель Бове[фр.]
- Отель Сюлли[фр.]
- Отель Ангулем Ламуаньон[фр.]
- Отель Омон[фр.]
- Отель Лозён[фр.]
- Отель Бретонвилье[фр.]
- Отель Шалон-Люксембург[фр.]
- Отель Лоне[фр.]
- Отель Майенн[фр.]
- Отель Мотт-Монгобер[фр.]
- Отель Вивр[фр.]
- Отель Д’Альбре[фр.]
- Отель Сагонн[фр.]

### Храмы
- Собор Нотр-Дам-де-Пари
  - Ризница Нотр-Дам-де-Пари[фр.]
- Церковь Сен-Жерве-Сен-Проте
- Церковь Сен-Мерри
- Церковь Сент-Мари-дез-Анж
- Церковь Сен-Луи-ан-л’Иль[фр.]
- Церковь Сен-Поль-Сен-Луи[фр.]
- Церковь Нотр-Дам-де-Блан-Манто[фр.]
- Лютеранская церковь Биллетт[фр.]
- Мормонская церковь в отеле Ребур[фр.]
- Синагога Турнель[фр.]
- Синагога на улице Паве[фр.]
- Синагога на улице Бур-Тибур[фр.]
- Синагога на улице Розье[фр.]
- Синагога Шарля Лише[фр.]

### Мосты
- Мост Менял
- Мост Нотр-Дам
- Мост Арколь
- Мост Сен-Луи
- Мост Архиепархии
- Мост Дубль
- Малый мост
- Мост Сен-Мишель
- Мост Луи-Филиппа
- Мост Мари
- Мост Сюлли
- Мост Турнель

### Фонтаны

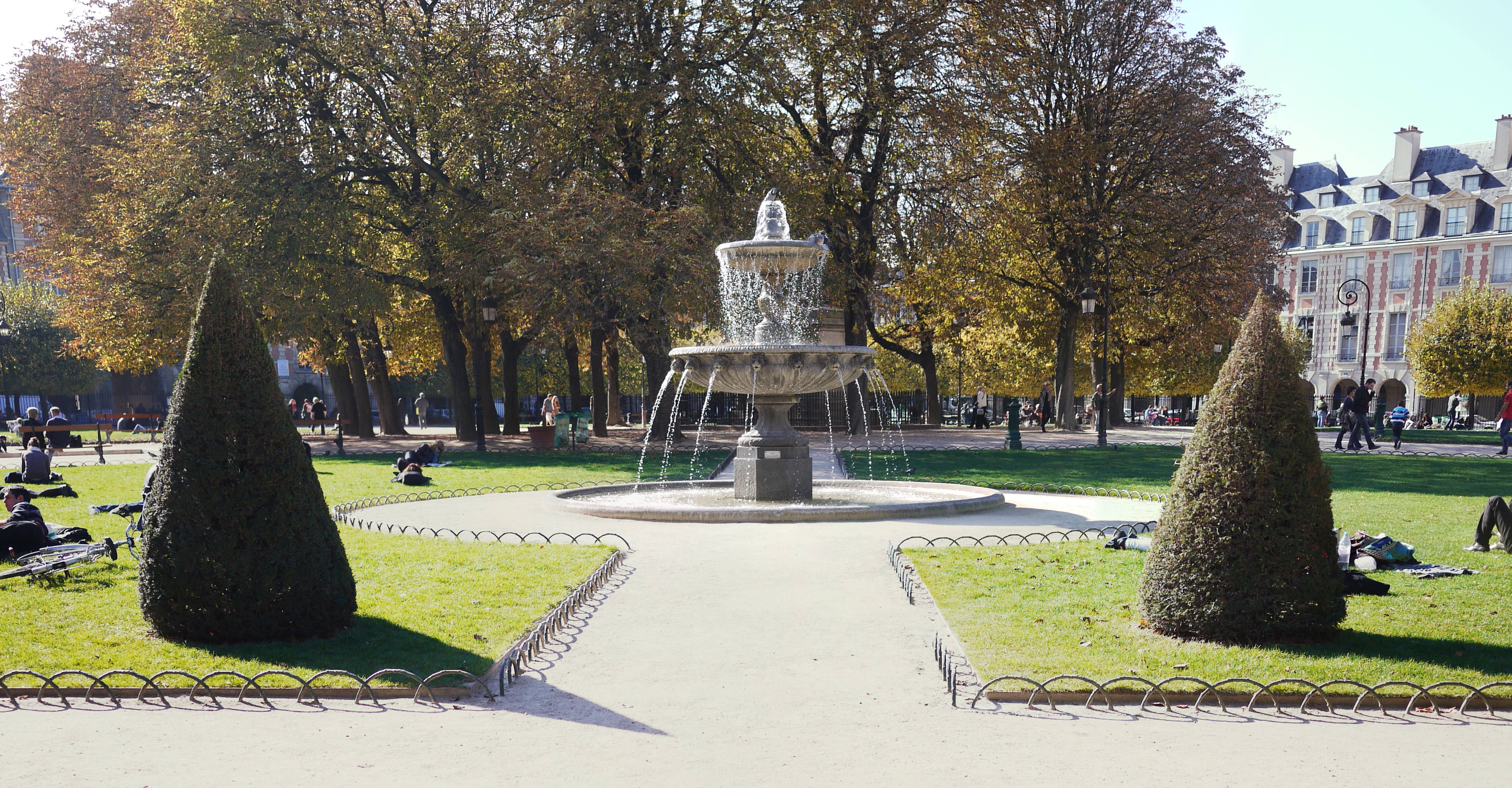
Фонтан на площади Вогезов

- Фонтаны на площади Вогезов[фр.]
- Фонтан Стравинского
- Фонтан Богородицы[фр.]
- Фонтан Мобуэ[фр.]
- Фонтан Карла Великого[фр.]
- Фонтан Жаронт[фр.]
- Фонтан на рынке Блан-Манто[фр.]
- Фонтан сокровищ[фр.]

### Колонны и обелиски
- Июльская колонна

### Парки и сады
- Парк Рив-де-Сен[фр.]

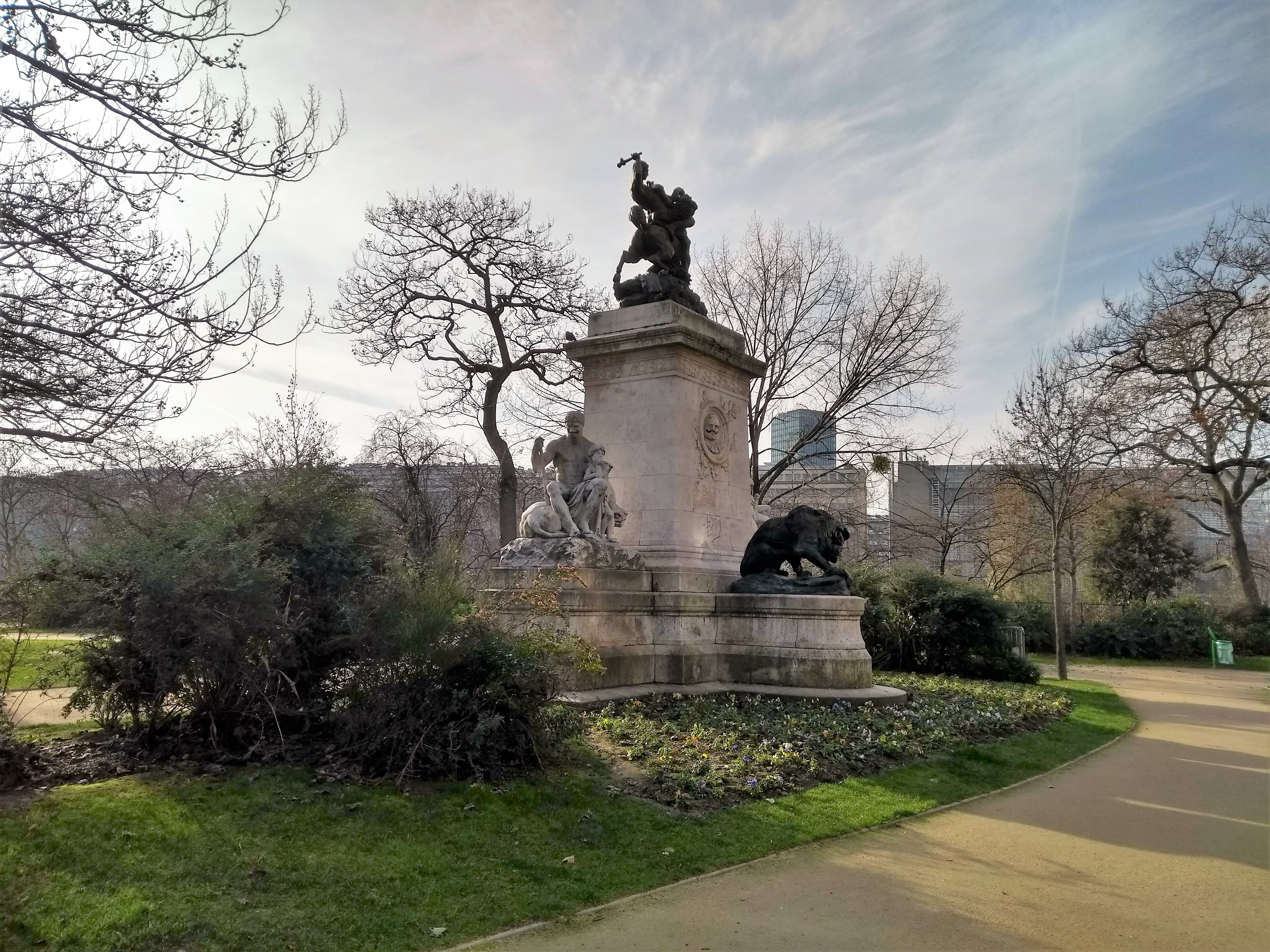
Монумент в сквере Бари

- Сад Федерико Гарсиа Лорки[фр.]
- Сад Розье — Жозефа Миньере[фр.]
- Сад французского батальона ООН[фр.]
- Сад отеля де Санс[фр.]
- Сад площади Иоанна Павла II[фр.]
- Сад бойцов Нуэве[фр.]
- Сквер Людовика XIII[фр.]
- Сквер Шарля-Виктора Ланглуа[фр.]
- Сквер Иль-де-Франс[фр.]
- Сквер Иоанна XXIII[фр.]
- Сквер Альберта Швейцера[фр.]
- Сквер Бари[фр.]
- Сквер Анри Галли[фр.]
- Сквер Мари Трентиньян[фр.]
- Сквер башни Сен-Жак[фр.]

### Другие

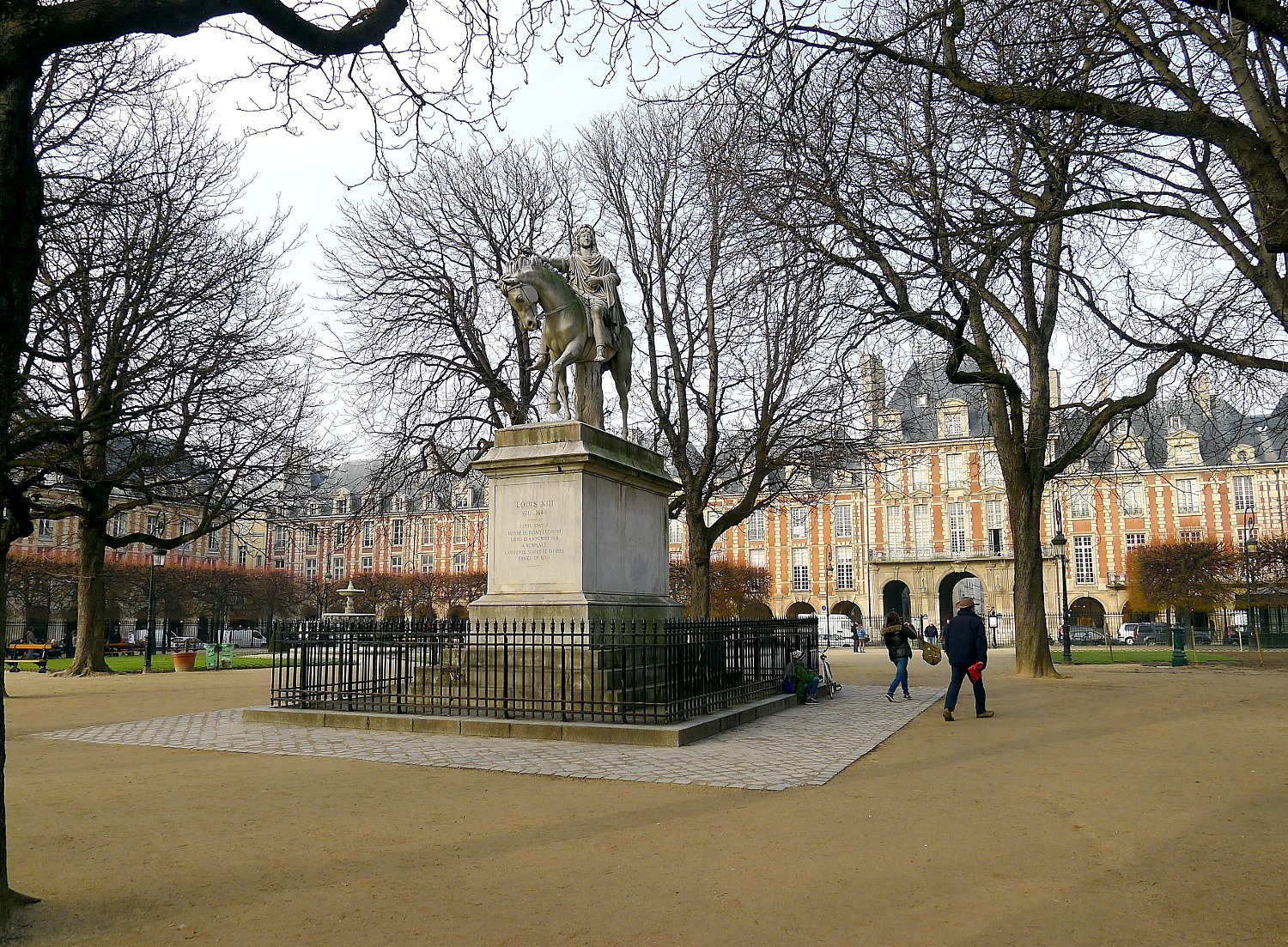
Конная статуя Людовика XIII на площади Вогезов

- Остров Сите
  - Площадь Иоанна Павла II[фр.]
  - Нулевой километр
  - Статуя Карла Великого и его лейдов[фр.]
  - Цветочный рынок королевы Елизаветы II
  - Площадь Луи Лепина[фр.]
  - Мемориал мученикам депортации[фр.]
- Остров Сен-Луи
  - Кафе Berthillon
- Квартал Маре
  - Фрагмент крепостной стены Филиппа Августа
  - Улица Розье[фр.]
- Площадь Вогезов
  - Конная статуя Людовика XIII[фр.]
- Площадь Жоржа Помпиду[фр.]
- Башня Сен-Жак
- Селестинские казармы[фр.]
- Канал Сен-Мартен
- Набережная Селестен[фр.]
- Улица Трезор[фр.]
- Конная статуя Этьена Марселя[фр.]
- Вяз Сен-Жерве[фр.]

## Здравоохранение
Больница Отель-Дьё на острове Сите обслуживает все четыре центральных округа Парижа.

## В искусстве
В IV округе Парижа происходили съёмки следующих фильмов: «Через Париж» (1956), «Мегрэ расставляет силки» (1958), «Дьявол и десять заповедей» (1962), «Убийца в спальном вагоне» (1965), «Самурай» (1967), «День Шакала» (1973), «Приключения раввина Якова» (1973), «Великолепный» (1973), «Неисправимый» (1975), «Бум» (1980), «Укол зонтиком» (1980), «Камилла Клодель» (1988), «Опасные связи» (1988), «Турист поневоле» (1988), «Амели» (2001), «Идентификация Борна» (2002), «Ангел-А» (2005), «Молодой лейтенант» (2005), «Как жениться и остаться холостым» (2006), «Из Парижа с любовью» (2010), «Генсбур. Любовь хулигана» (2010), «Имена людей» (2010), «Маленькие секреты» (2010), «9 месяцев строгого режима» (2013), «Жизнь на перемотке» (2019), «Нотр-Дам в огне» (2022).